# 대한민국 국토연구원장
국토연구원장은 국토연구원의 기관장이다.

## 역대 원장
1. 노융희(盧隆熙) : 1978년 9월 13일 ~ 1980년 7월 31일
2. 김의원(金義遠) : 1981년 12월 5일 ~ 1984년 12월 4일
3. 황명찬(黃明燦) : 1984년 12월 5일 ~ 1988년 2월 29일
4. 허재영(許在榮) : 1988년 8월 9일 ~ 1993년 2월 26일
5. 이상룡(李相龍) : 1993년 3월 29일 ~ 1993년 9월 6일
6. 이건영(李建榮) : 1993년 9월 7일 ~ 1997년 3월 26일
7. 류상열(柳常悅) : 1997년 3월 26일 ~ 1997년 6월 24일
8. 홍철(洪哲) : 1997년 7월 29일 ~ 1999년 12월 4일 (국토개발연구원에서 국토연구원으로 명칭 변경)
9. 이정식(李廷植) : 1999년 12월 6일 ~ 2002년 12월 5일
10. 이규방(李揆邦) : 2002년 12월 6일 ~ 2005년 12월 5일
11. 최병선(崔秉璿) : 2005년 12월 6일 ~ 2008년 4월 4일
12. 박양호(朴良浩) : 2008년 6월 18일 ~ 2011년 6월 17일
13. 박양호(朴良浩) : 2011년 6월 18일 ~ 2013년 5월 2일
14. 김경환(金京煥) : 2013년 8월 16일 ~ 2015년 5월 26일
15. 김동주(金東柱) : 2015년 6월 30일 ~ 2018년 7월 5일
16. 강현수(康賢秀) : 2018년 7월 10일 ~ 2021년 10월 30일
17. 강현수(康賢秀) : 2021년 10월 31일 ~ 2023년 4월 24일
18. 심교언(沈敎彦) : 2023년 8월 24일 ~

## 같이 보기
- 국토연구원
- 국토연구원 부원장